# Dexithea humeralis
Dexithea humeralis är en skalbaggsart som beskrevs av Chemsak och Noguera 2001. Dexithea humeralis ingår i släktet Dexithea och familjen långhorningar. Inga underarter finns listade i Catalogue of Life.